# Herramélluri
Herramélluri è un comune spagnolo di 142 abitanti situato nella comunità autonoma di La Rioja.